# Association des travailleurs latino-américains syndicalistes
 (juin 2013).
Si vous disposez d'ouvrages ou d'articles de référence ou si vous connaissez des sites web de qualité traitant du thème abordé ici, merci de compléter l'article en donnant les références utiles à sa vérifiabilité et en les liant à la section « Notes et références ».
L'Agrupación de Trabajadores Latinoamericanos Sindicalistas (en espagnol : ATLAS, en français : Association des travailleurs latino-américains syndicalistes) est une organisation syndicale latino-américaine fondée en 1952 à Mexico. Elle rassemblait des syndicats défendant une troisième voie entre l'ORIT et la CTAL. Elle était dominé par la CGT argentine, mais regroupait aussi des syndicats mexicain (CROM (es)), colombien (CNT) ou vénézuélien (CNT). 
Les péronistes de la CGT y jouaient un rôle prépondérant. L'ATLAS cesse ses activités en 1955 après le renversement de Péron.